# Irma Sorvali
Irma Katriina Sorvali, född 15 oktober 1945 i Joensuu, är en finländsk filolog.
 
Sorvali blev filosofie doktor 1974. Hon var 1974–1976 biträdande professor i svenska vid högskolan i Joensuu, 1976–1983 i nordisk filologi vid Helsingfors universitet och blev 1983 utnämnd till professor i samma ämne vid Uleåborgs universitet. Hennes forskarintresse spänner över ett brett fält: språkhistoria, översättning i teori och praktik, tvåspråkighet och svenskan i Uleåborg. Sin doktorsavhandling skrev hon om de svenska översättningarna av Vergilius, och översättning har varit temat även för flera av de monografier hon senare gett ut. Hon verkade som prorektor för Uleåborgs universitet 1997–2001.